# Appendicula flaccida
Appendicula flaccida är en orkidéart som först beskrevs av Rudolf Schlechter, och fick sitt nu gällande namn av Rudolf Schlechter. Appendicula flaccida ingår i släktet Appendicula och familjen orkidéer.

## Underarter
Arten delas in i följande underarter:
- A. f. flaccida
- A. f. lobogyne